# Hari Mata Hari
Hari Mata Hari es una popular banda originaria de Bosnia y Herzegovina. Hari Mata Hari es el seudónimo del vocalista del grupo, Hajrudin "Hari" Varešanović. La banda es oriunda de la ciudad de Sarajevo y han realizado cerca de 1.000 conciertos y han vendido 5.000.000 de álbumes hasta la fecha. Sus canciones son las baladas de amor más populares y famosas de la antigua Yugoslavia.

## Eurovisión 2006
Tras años de grandes éxitos en países como Bosnia y Herzegovina, Serbia, Croacia o Eslovenia, actuando en reconocidos festivales y después de ser elegidos por la televisión pública de su país de origen, Bosnia, la banda representó al país Balcánico en Eurovisión en el año 2006. El certamen se celebró en Atenas, Grecia, y fueron alabados tanto por el gran público como por el jurado tras interpretar la canción "Lejla", una balada de amor con claras raíces Balcánicas que transcurre por montañas y escenarios de los Balcanes. Consiguió clasificarse para la final con la 2ª mejor puntuación de 267 puntos. En la final del festival, alcanzaron el tercer lugar con 229 puntos en una de las últimas participaciones de Bosnia y Herzegovina.

## Discografía
- 1984 - Zlatne kočije - Hari Varešanović's solo album
- 1985 - Skini haljinu
- 1985 - U tvojoj kosi
- 1986 - Ne bi te odbranila ni cijela Jugoslavija
- 1988 - Ja te volim najviše na svijetu
- 1989 - Volio bi' da te ne volim
- 1990 - Strah me da te volim
- 1991 - Rođena si samo za mene
- 1994 - Ostaj mi zbogom ljubavi
- 1998 - Ja nemam snage da te ne volim
- 2001 - Baš ti lijepo stoje suze
- 2002 - Ruzmarin
- 2004 - Zakon jačega
- 2009 - Sreća
- 2017 - Cilim

| Predecesor: "Call Me" Feminnem | Bosnia y Herzegovina en el Festival de Eurovisión 2006 | Sucesor: "Rijeka bez imena" Marija Šestić |

- Datos: Q913361
- Multimedia: Hari Mata Hari / Q913361